# George Winston
Pour les articles homonymes, voir Winston.
George Winston né à Hart (Michigan) le 26 décembre 1949 et mort le 4 juin 2023 à Williamsport (Pennsylvanie), est un pianiste américain.

## Biographie
Spécialisé dans la musique pour piano, George Winston a également enregistré des albums pour harmonica, guitare acoustique et hawaïenne.
Il a sorti des albums piano solo sur les quatre saisons avec beaucoup de rêveries et de sensibilité.
Ses albums iconiques : Automne (1980)
et Décembre (1982).
George Winston est décédé le 4 juin 2023 après une bataille de dix ans contre le cancer.

## Discographie
- 1972 : Ballads and Blues
- 1980 : Autumn
- 1982 : Winter into Spring
- 1982 : December
- 1991 : Summer
- 1994 : Forest
- 1996 : Linus and Lucy - The Music of Vince Guaraldi
- 1999 : Plains
- 2001 : Remembrance - A Memorial Benefit
- 2002 : Night Divides the Day - The Music of the Doors
- 2005 : Montana - A Love Story
- 2006 : Gulf Coast Blues & Impressions: A Hurricane Relief Benefit

### Bandes originales
- 1984 : The Velveteen Rabbit
- 1988 : This is America Charlie Brown – The Birth of the Constitution
- 1995 : Sadako and the Thousand Paper Cranes
- 2002 : Pumpkin Circle
- 2003 : Bread Comes to Life